# Лозки (герб)
Лозки (пол. Łozky) — шляхетський герб.

## Опис
В блакитному полі один срібний розщеплений на нижньому кінці хрест, спертий на півколо, яке лежить кінцями догори.

## Видозміни

### Лозки I
Відрізняється від основного тим, що на чотиридільному полі в першій частині на блакитному тлі один срібний розщеплений на нижньому кінці хрест спертий на півколо, яке лежить кінцями догори, в другій частині — на червоному тлі дві срібні стріли вістрями додолу, в третій частині — на блакитному тлі три мисливських ріжка зіркою (герб Труби), в четвертій частині — на червоному тлі срібний лебідь (герб Лебідь). Над щитом шолом. Намет справа блакитний, зліва червоний, підбитий сріблом. В нашоломнику три пір'їни страуса. Встановлено використання на печатці Степана Лозки.

## Використання
- Лозки